# Marcel Kolaja
Marcel Kolaja (ur. 29 czerwca 1980 w Moravskiej Třebovie) – czeski polityk i informatyk, wiceprzewodniczący Czeskiej Partii Piratów, deputowany do Parlamentu Europejskiego IX kadencji.

## Życiorys
Absolwent informatyki na Uniwersytecie Masaryka w Brnie z 2003. Zawodowo związany z przedsiębiorstwami sektora telekomunikacyjnego i informatycznego, od 2012 z Red Hat Czech, krajowym oddziałem producenta i dystrybutora otwartego oprogramowania.
Zaangażował się w działalność polityczną w ramach Czeskiej Partii Piratów. W 2011 był współprzewodniczącym międzynarodowego ruchu Pirate Parties International. W latach 2012–2013 pełnił funkcję wiceprzewodniczącego partii.
W styczniu 2019, pokonując Mikuláša Peksę, został wybrany na lidera listy wyborczej swojego ugrupowania w wyborach europejskich zaplanowanych na maj tegoż roku. W wyniku głosowania z maja tegoż roku uzyskał mandat eurodeputowanego IX kadencji.